# Schwenda
Schwenda este o comună din landul Saxonia-Anhalt, Germania.